# Schweizer Cup (Fussball, Männer) 1941/42
Der 17. Schweizer Cup wurde vom 24. August 1941 bis zum 25. Mai 1942 ausgetragen. Titelverteidiger war der Verein Grasshopper Club Zürich.

## Der Modus
Es wurde im K.-o.-System gespielt. Im Fall eines Gleichstandes zum Ende der Verlängerung wurde das Spiel auf dem Platz der Gastmannschaft wiederholt. Das Finalspiel fand in Bern statt.

## 3. Ausscheidungs-Runde
Ebenso nahmen in der 3. Ausscheidungs-Runde die Mannschaften der Nationalliga nicht teil.
| Datum             |                      | Ergebnis  |                                   |
| ----------------- | -------------------- | --------- | --------------------------------- |
| 07.12.1941, 14:30 | AC Bellinzona        | 2:3       | SC Zug                            |
|                   | FC Blue Stars Zürich | 1:3       | FC Baden                          |
|                   | FC Fribourg          | 2:0       | FC Aarau                          |
|                   | Helvetia Bern        | 0:3       | FC Bern                           |
|                   | VfR Kleinhüningen    | 4:1       | Concordia Basel                   |
|                   | FC Kreuzlingen       | 0:2       | FC Brühl St. Gallen               |
|                   | FC Locarno           | 1:0       | FC Altstetten Zürich              |
|                   | ES Malley            | 3:2       | CA Genève                         |
|                   | FC Monthey           | 1:3       | Vevey-Sports                      |
|                   | Phönix Winterthur    | 1:2       | FC Töss                           |
|                   | Red Star Zürich      | 1:0       | SCI Juventus Zürich               |
|                   | SV Seebach           | 2:1       | FC Chiasso                        |
|                   | FC Solothurn         | 3:0       | Grünstern Ipsach                  |
|                   | Stade Lausanne       | 1:3       | FC Concordia Yverdon              |
|                   | Urania Genève Sport  | 2:1       | CS International Genève           |
|                   | FC Birsfelden        | 2:2 n. V. | FC Basel                          |
|                   | SC Derendingen       | 1:1 n. V. | FC Aurore Bienne                  |
|                   | US Bienne-Boujean    | 1:1 n. V. | Étoile-Sporting La Chaux-de-Fonds |

### Wiederholungsspiele
| Datum             |                                   | Ergebnis  |                   |
| ----------------- | --------------------------------- | --------- | ----------------- |
| 14.12.1941, 14:30 | FC Aurore Bienne                  | 1:0       | SC Derendingen    |
|                   | FC Basel                          | 1:0       | FC Birsfelden     |
|                   | Étoile-Sporting La Chaux-de-Fonds | 1:1 n. V. | US Bienne-Boujean |

## 1/16 Finals
In den 1/16-Finals spielten erstmals die Mannschaften der Nationalliga mit:
| Datum             |                         | Ergebnis  |                       |
| ----------------- | ----------------------- | --------- | --------------------- |
| 21.12.1941, 14:30 | FC Baden                | 0:2       | SC Zug                |
|                   | FC Basel                | 3:0       | BSC Young Boys        |
|                   | FC Bern                 | 0:6       | FC Grenchen           |
|                   | FC Biel-Bienne          | 3:1       | FC Aurore Biel-Bienne |
|                   | Cantonal Neuchâtel      | 6:0       | FC Concordia Yverdon  |
|                   | Grasshopper-Club Zürich | 5:0       | FC Brühl St. Gallen   |
|                   | VfR Kleinhüningen       | 1:3       | FC Luzern             |
|                   | FC La Chaux-de-Fonds    | 3:1 n. V. | US Bienne-Boujean     |
|                   | Lausanne-Sports         | 7:2       | ES Malley             |
|                   | FC Lugano               | 6:1       | FC Locarno            |
|                   | FC Solothurn            | 1:0       | Nordstern Basel       |
|                   | FC Töss                 | 1:2       | FC St. Gallen         |
|                   | FC Vevey-Sports         | 1:0       | Urania Genève Sport   |
|                   | Young Fellows Zürich    | 4:0       | SV Seebach            |
|                   | FC Zürich               | 7:1       | Red Star Zürich       |
|                   | FC Fribourg             | 1:1 n. V. | Servette FC           |

### Wiederholungsspiel
| Datum             |             | Ergebnis  |             |
| ----------------- | ----------- | --------- | ----------- |
| 18.01.1942, 14:30 | Servette FC | 5:4 n. V. | FC Fribourg |

## Achtelfinals
| Datum             |                         | Ergebnis |                      |
| ----------------- | ----------------------- | -------- | -------------------- |
| 22.02.1942, 14:30 | FC Lugano               | 5:1      | SC Zug               |
|                   | Servette FC Genève      | 1:2      | Lausanne-Sports      |
|                   | FC Vevey Sports         | 1:3      | Cantonal Neuchâtel   |
| 15.03.1942, 14:30 | FC Basel                | 6:1      | FC Solothurn         |
|                   | Grasshopper Club Zürich | 5:0      | FC Biel-Bienne       |
|                   | FC Grenchen             | 1:0      | Young Fellows Zürich |
|                   | FC Luzern               | 5:0      | FC La Chaux-de-Fonds |
|                   | FC Zürich               | 4:3      | FC St. Gallen        |

## Viertelfinals
| Datum             |                    | Ergebnis  |                         |
| ----------------- | ------------------ | --------- | ----------------------- |
| 22.03.1942, 14:30 | FC Basel           | 1:1 n. V. | FC Lugano               |
|                   | Cantonal Neuchâtel | 0:6       | Lausanne-Sports         |
|                   | FC Luzern          | 0:2       | Grasshopper Club Zürich |
|                   | FC Zürich          | 2:3       | FC Grenchen             |

## Halbfinals
| Datum             |                         | Ergebnis  |                 |
| ----------------- | ----------------------- | --------- | --------------- |
| 29.03.1942, 14:30 | Grasshopper Club Zürich | 2:1       | Lausanne-Sports |
|                   | FC Basel                | 0:0 n. V. | FC Grenchen     |

### Wiederholungsspiel
| Datum             |             | Ergebnis |          |
| ----------------- | ----------- | -------- | -------- |
| 04.04.1942, 14:30 | FC Grenchen | 0:2      | FC Basel |

## Finals
Das Finalspiel fand am 6. April und das Wiederholungsspiel am 25. Mai 1942 im Stadion Wankdorf in Bern statt.
| Paarung                 | Grasshopper Club Zürich – FC Basel                                                                                        |
| Ergebnis                | 0:0 n. V. |
| Datum                   | 6. April 1942 um 15:00 Uhr                                                                                                |
| Stadion                 | Stadion Wankdorf, Bern |
| Zuschauer               | 17.000 |
| Schiedsrichter          | Grassi (Bellinzona) |
| Tore                    | keine |
| Grasshopper Club Zürich | Huber, Minelli, Weiler, Springer, Sulger, Rickenbach, Bickel, Amadò, Grubenmann, Neukom, Bianchi Cheftrainer: Karl Rappan |
| FC Basel                | Cinguetti, Grauer, Favre, Elsässer, Vonthron, Hufschmid, Rupf, Losa, Grieder, Suter, Kappenberger Cheftrainer: Eugen Rupf |

### Wiederholungsspiel
| Paarung                 | Grasshopper Club Zürich – FC Basel                                                                                            |
| Ergebnis                | 3:2 (0:2) |
| Datum                   | 25. Mai 1942 um 15:00 Uhr |
| Stadion                 | Stadion Wankdorf, Bern |
| Zuschauer               | 14.000 |
| Schiedsrichter          | J. Lutz (Genève) |
| Tore                    | 0:1 Schmidlin (15.) 0:2 Schmidlin (37.) 1:2 Grubenmann (46.) 2:2 Grubenmann (52.) 3:2 Neukom (71.)                            |
| Grasshopper Club Zürich | Huber, Minelli, Weiler, Springer, Sulger, Rickenbach, Bickel, Amadò, Grubenmann, Friedländer, Neukom Cheftrainer: Karl Rappan |
| FC Basel                | Cinguetti, Favre, Grauer, Hufschmid, Vonthron, Elsässer, Kappenberger, Suter, Rupf, Losa, Schmidlin Cheftrainer: Eugen Rupf   |